# 萬卡韋利卡
萬卡韋利卡（西班牙語：Huancavelica，西班牙語發音：[waŋkaβeˈlika]）是秘魯的城市，位於該國西南部，也是萬卡韋利卡大區的首府，始建於1571年8月4日，面積514.10平方公里，海拔高度3,676米，2007年人口37,255。

在1964年時，音樂家高約翰 （页面存档备份，存于）曾經於該地錄製一位小女孩的歌聲，該歌曲為使用克丘亞語所演唱的「結婚曲」，該歌曲在1977年被收錄至航海家金唱片中。

## 外部連結

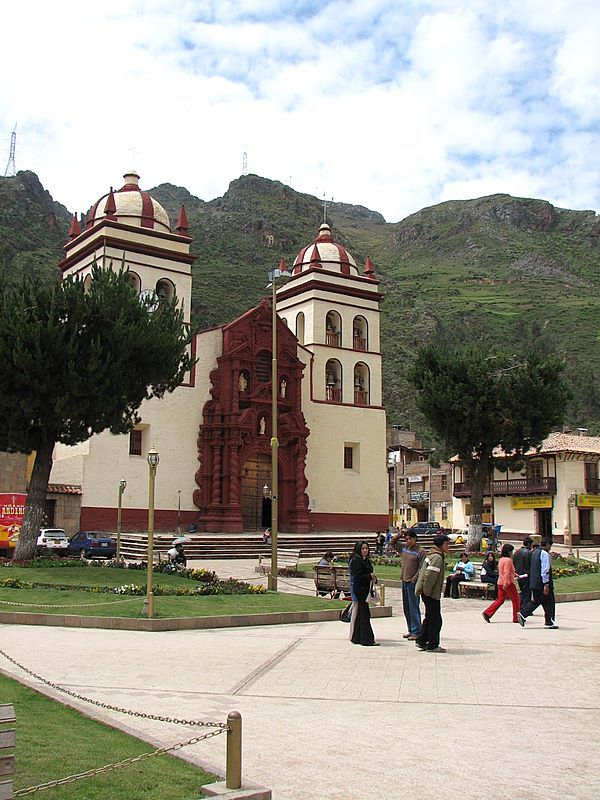

- Pagina Web del Gobierno Regional de Huancavelica - Peru （页面存档备份，存于）
- Web Oficial Municipalidad de la Ciudad de Huancavelica
- Rutas de Acceso a Huancavelica desde Lima - Peru

12°46′S 74°59′W / 12.767°S 74.983°W